# 大寶寺
大寶寺（だいほうじ）は、愛媛県上浮穴郡久万高原町にある真言宗豊山派の寺院。菅生山（すごうざん）、大覚院（だいかくいん）と号す。本尊は十一面観世音菩薩。四国八十八箇所第四十四番札所で「中札所」といわれる。標高560 m付近にあり八十八箇所中5番目の高さ。
- 本尊真言：おん まか きゃろにきゃ そわか
- ご詠歌：今の世は大悲（だいひ）のめぐみ菅生山　ついには弥陀の誓いをぞまつ

## 歴史

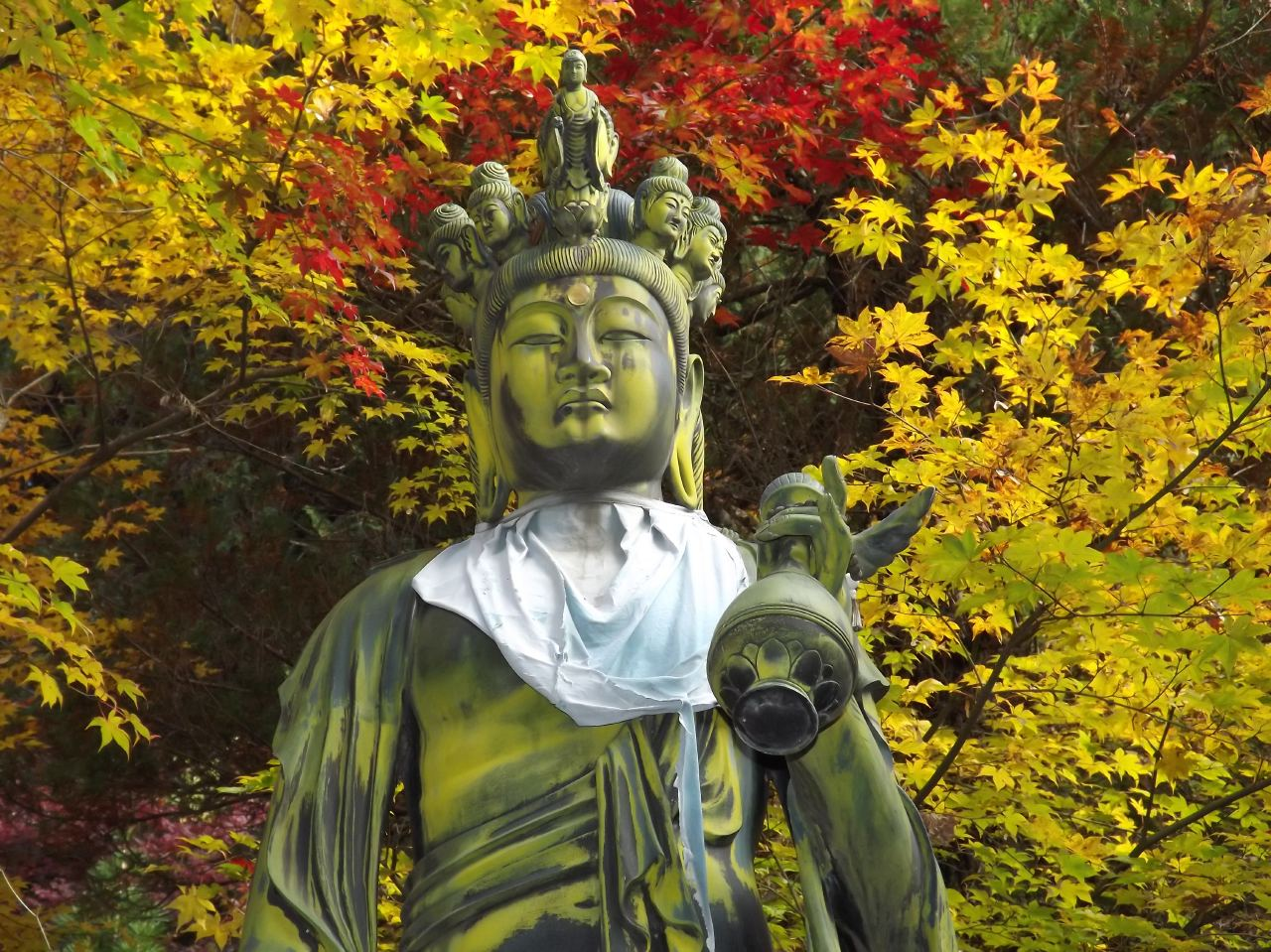
十一面観音菩薩立像

寺伝によれば百済から来た聖僧が携えて来た十一面観世音菩薩を山中に安置したのが始まりである。大宝元年（701年）に安芸から来た明神右京、隼人の兄弟の猟師がその観音像を見つけて草庵を建てて祀ったといい、奏上を受けた文武天皇の勅命によって寺院が建立され、元号に合わせて寺号を定めたといわれている。弘仁13年（822年）に空海（弘法大師）が来錫、この際に天台宗から真言宗に改宗されたという。
仁平2年（1152年）に失火により寺は焼失、保元元年（1156年）、後白河天皇の勅使が天皇の脳の病気平癒を祈願したところ病が治ったため、天皇は妹宮を住職として下向させ「菅生山」の勅額を送り、勅願寺として七堂伽藍を有する寺院として再興されたという。
その後、天正年間（1573年 - 1592年）には長宗我部元親の兵火で再度焼失するも、元禄年間（1688年 - 1704年）に、伊予松山藩主加藤嘉明などの支援で雲秀法師が再興し、松平の祈願所にもなった。明治7年（1874年）には三度目の全焼を被ったが、地元の人々によって再興を果たした。

## 境内
- 総門

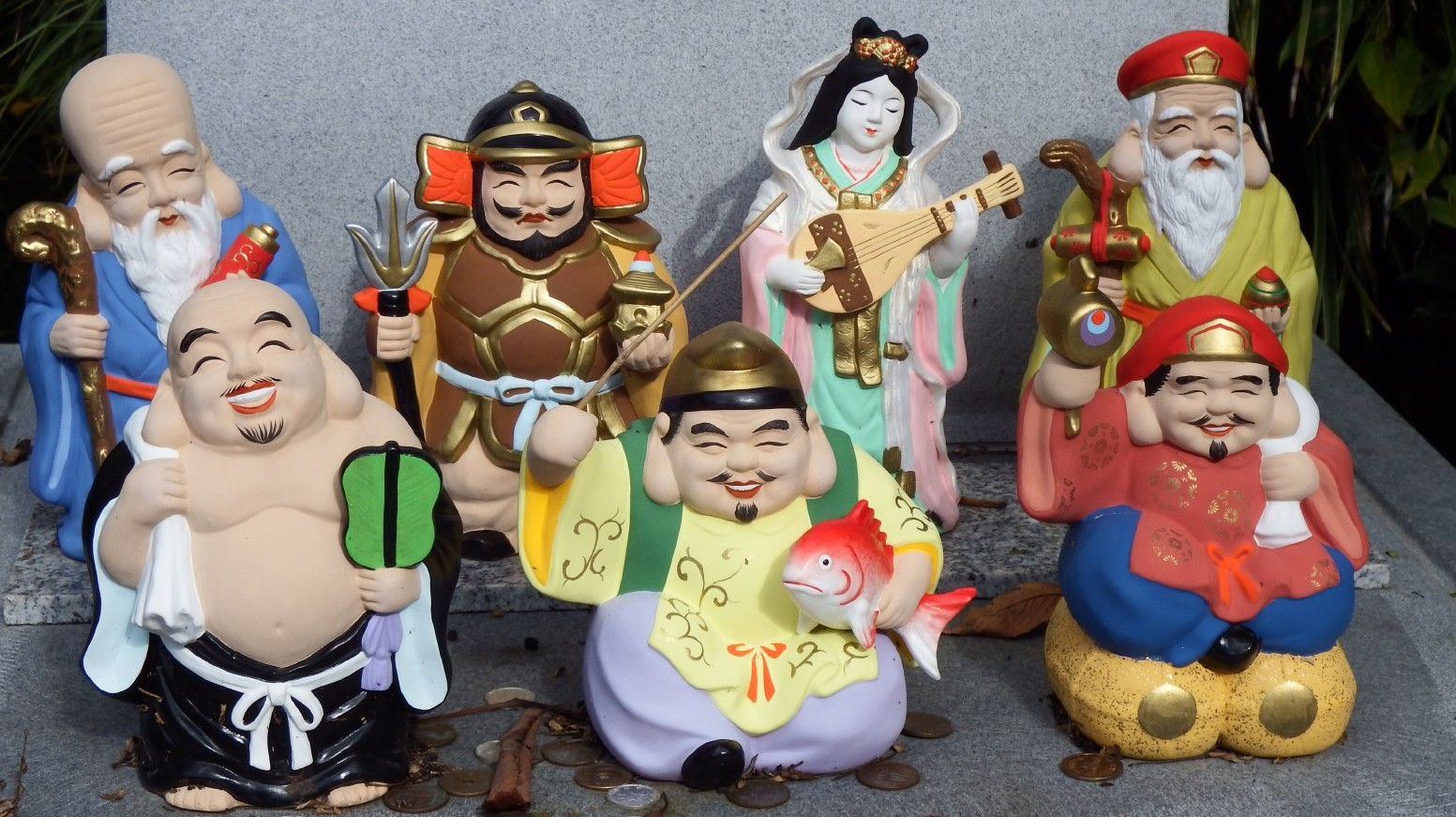
七福神

- 境外駐車場 - 小堂と門がわずかに残っているが、元は塔頭寺院があり当寺が明治の大火に遭った時は寺院機能をになっていた。
- 山門（仁王門） - 入母屋造楼門。仁王門の右側基礎部分に、石製の蛇・蛙・ナメクジの三すくみがいる。
- 本堂 - 現在の堂は1925年に再建された。
- 大師堂 - 総檜造りで、1984年に再建された。
- 鐘楼 - 左右に二つの鐘楼。
- 興教大師堂

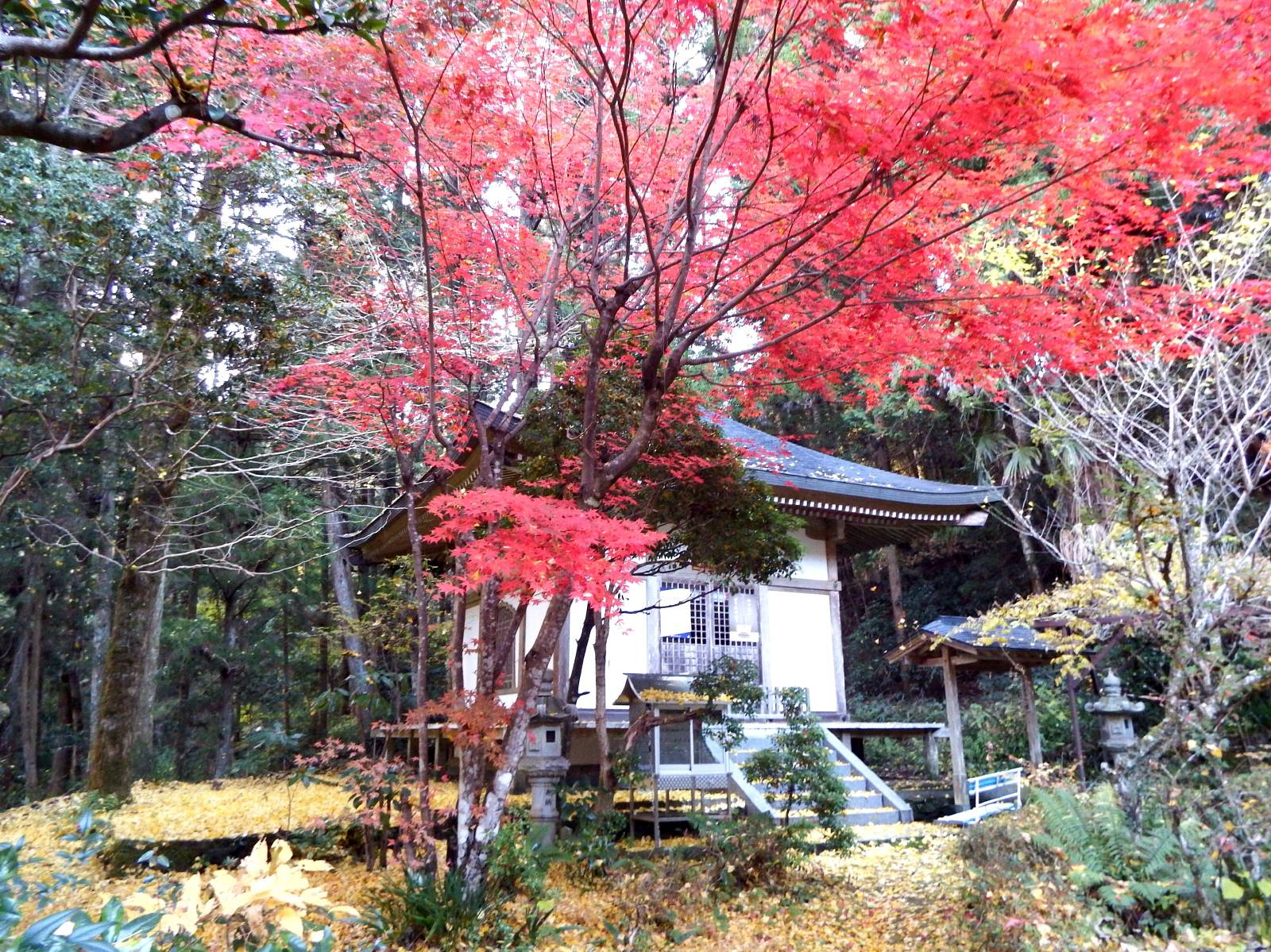
掘出観音堂

- 掘出観音堂：昭和9年当地の大木の根元に法華経一字一石約130枚の石に覆われた中から掘り出された平安時代後期～鎌倉初期作の観音像（8体の小像）を祀る。
- 芭蕉塚（霜夜塚）：芭蕉50周忌（1743年（寛保3年）10月13日）の法要を営んだ際に松山の俳人志山の発願により建立。「薬のむさらでも霜の枕かな」と裏面に刻まれている[2]。
- 句碑：山頭火「朝まゐりはわたくし一人の銀杏ちりしく」が納経所の壇に上がる石段の右にある。大堀静「大島の古仁屋（こにや）の空の星見つつ 吾が衛兵に立ちし日思ほゆ」と「一山乃萬の佛に露・・」が手水舎の横にある。

町中にある総門をくぐり進むと左側に塔頭跡の境外駐車場があり、赤い欄干の勅使橋を渡り山中に差し掛かり左側の道を上がると仁王門がある。さらに石段を上ると境内で、左手に手水場があり、右に納経所がある。さらに石段を上がると両側に鐘楼がある。左が古いもので右は太平洋戦争でなくなった地元の英霊を供養する平和の鐘である。正面に本堂が建ち、本堂の右側にブロンズの十一面観音立像が立ち、さらに右に大師堂がある。大師堂の右奥に興教大師堂がある。本堂の左の奥に掘出観音堂がある。本坊の前にある池に石の船に乗った七福神がいるが、現在は殆どが破損している。
- 宿坊：定員150名
- 駐車場：境外駐車場は普通20台、大型3台。境内駐車場は普通のみで10台。いずれも無料。

## 画像

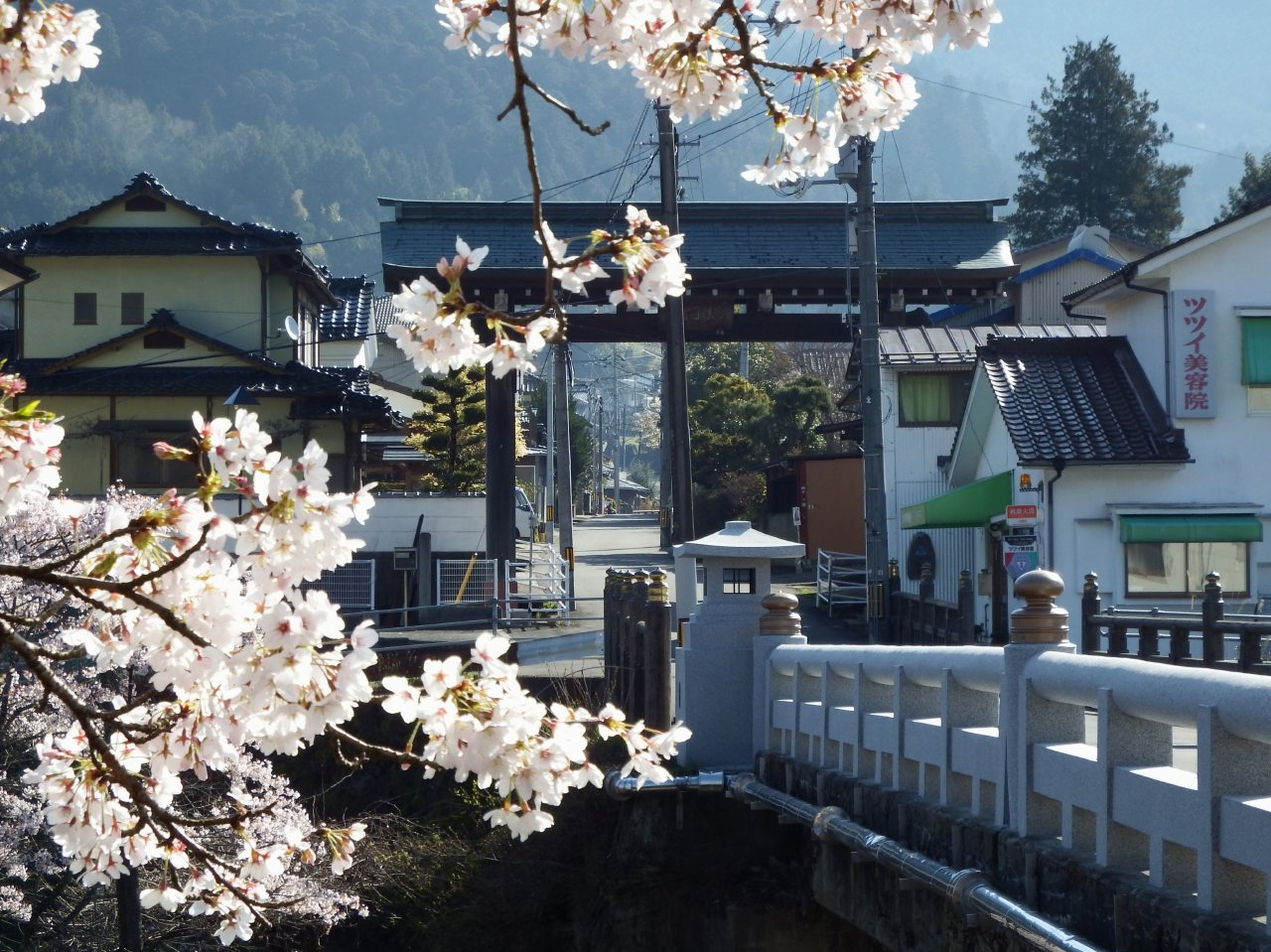
総門
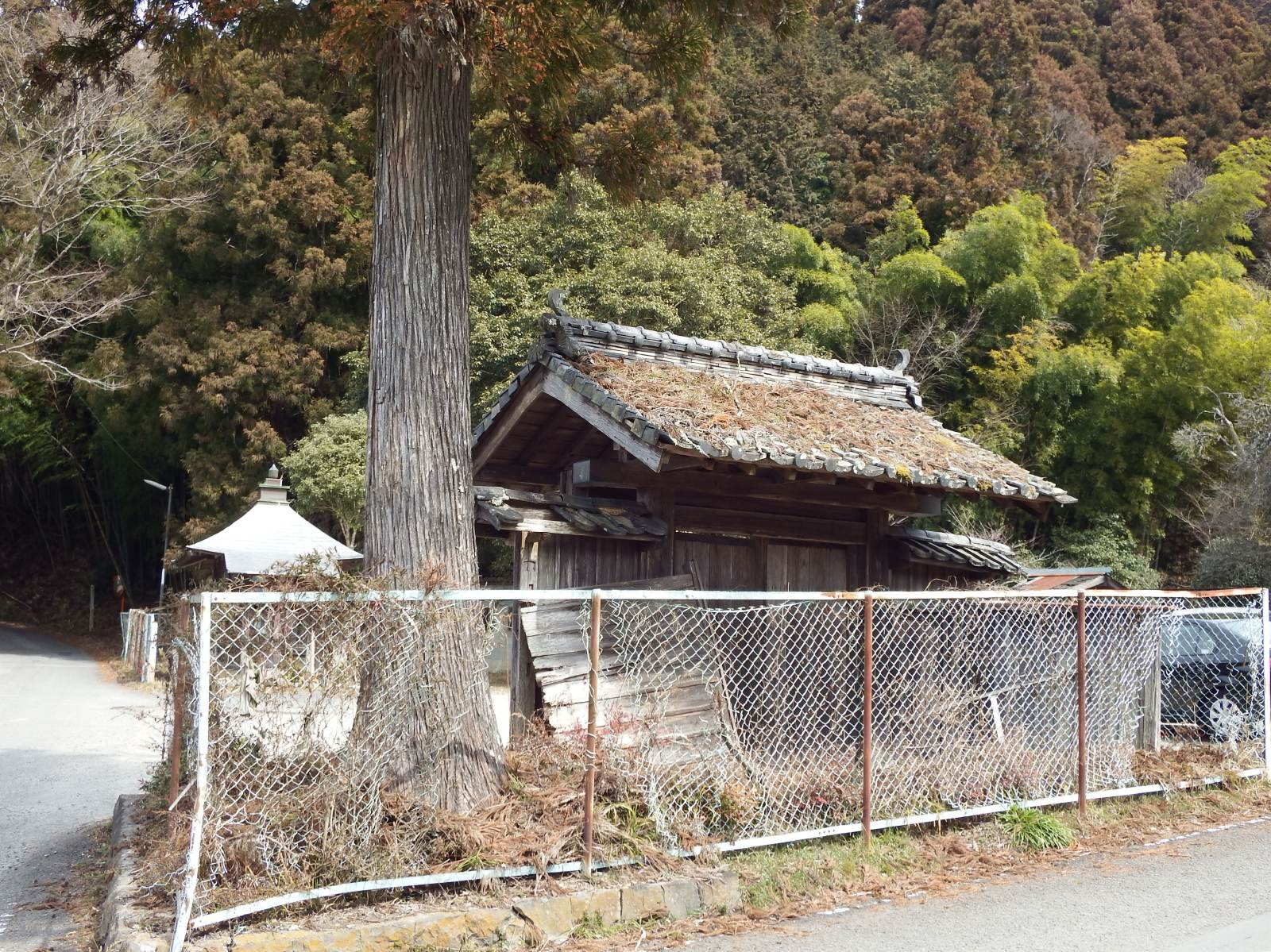
境外駐車場
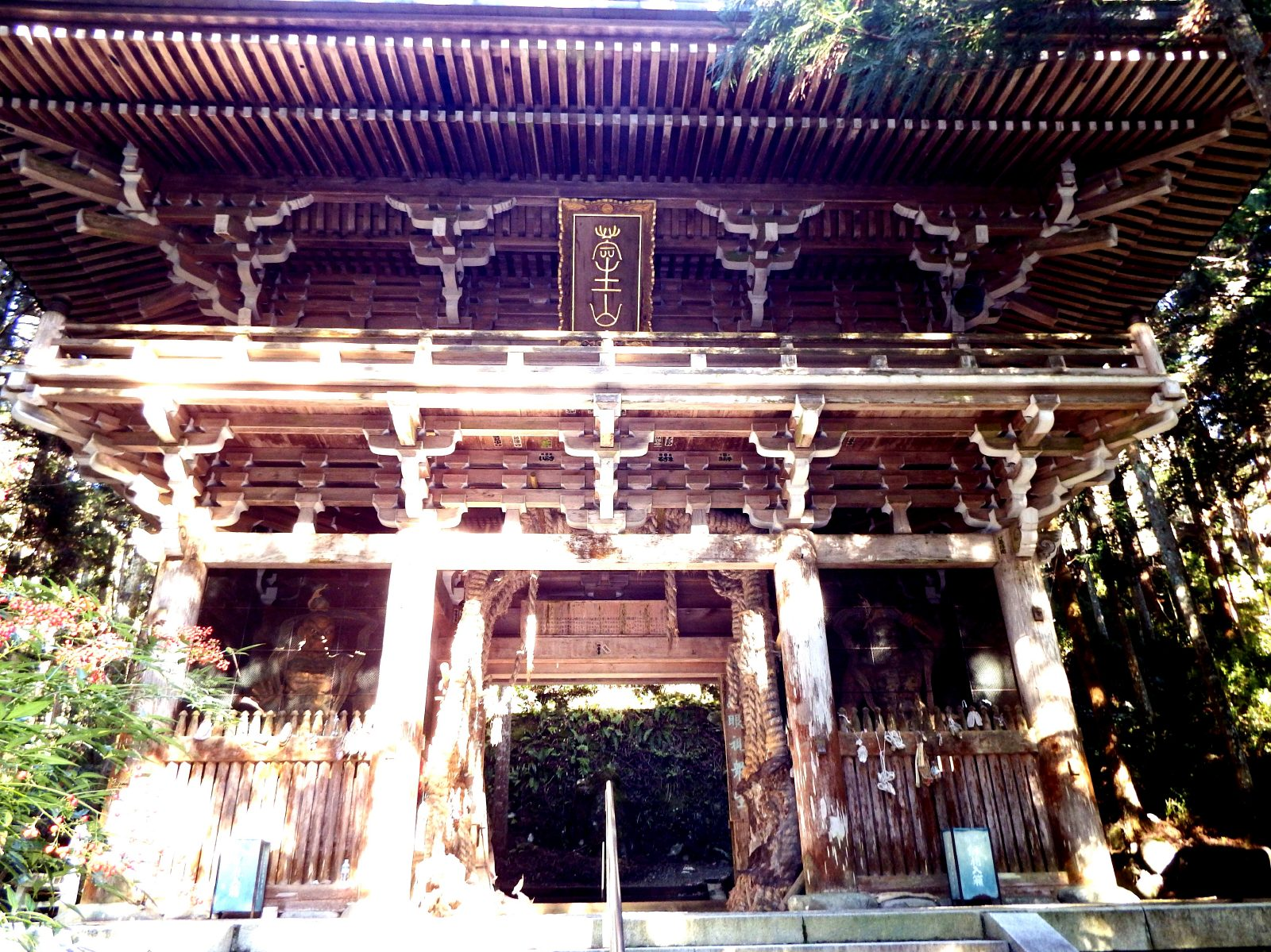
仁王門
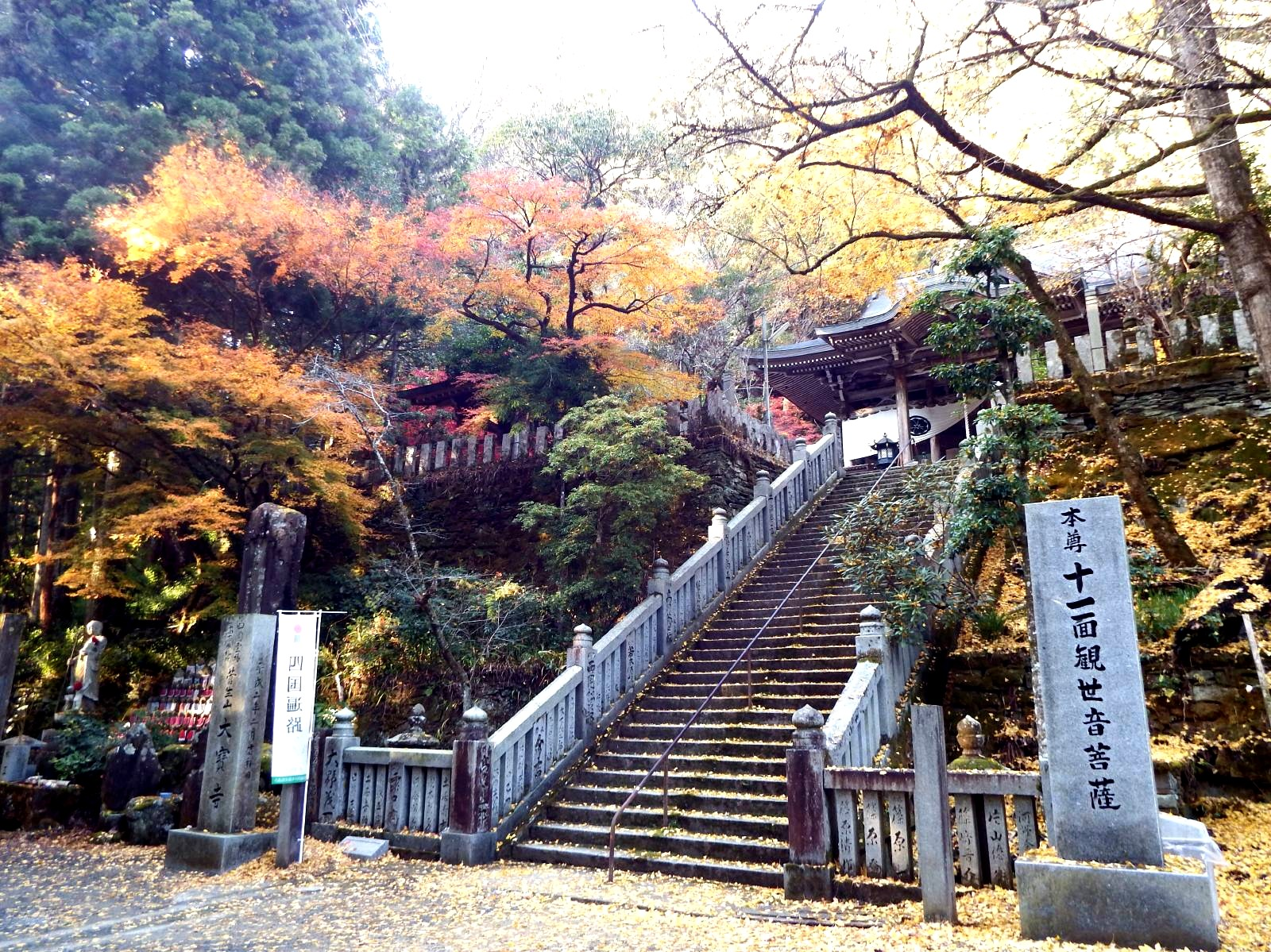
本堂への石段
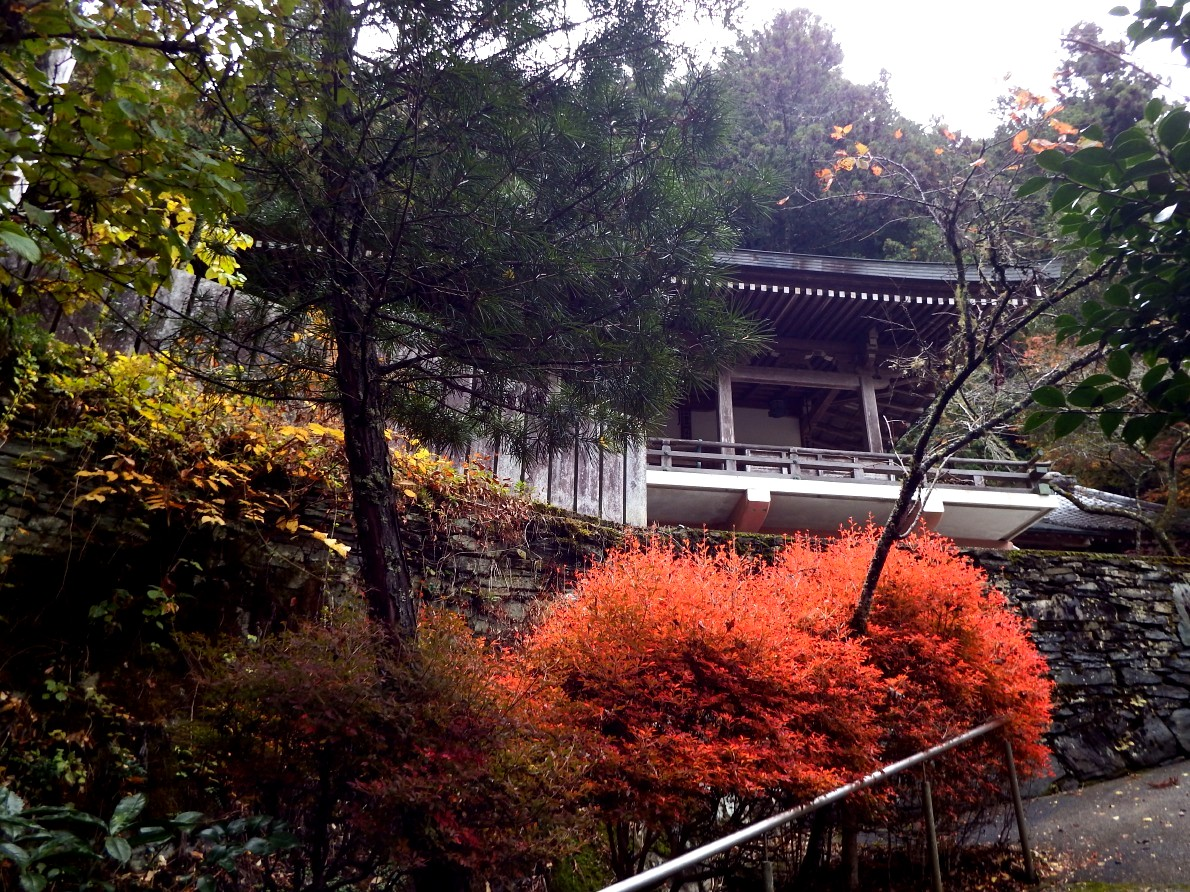
大師堂

## 文化財
国の史跡

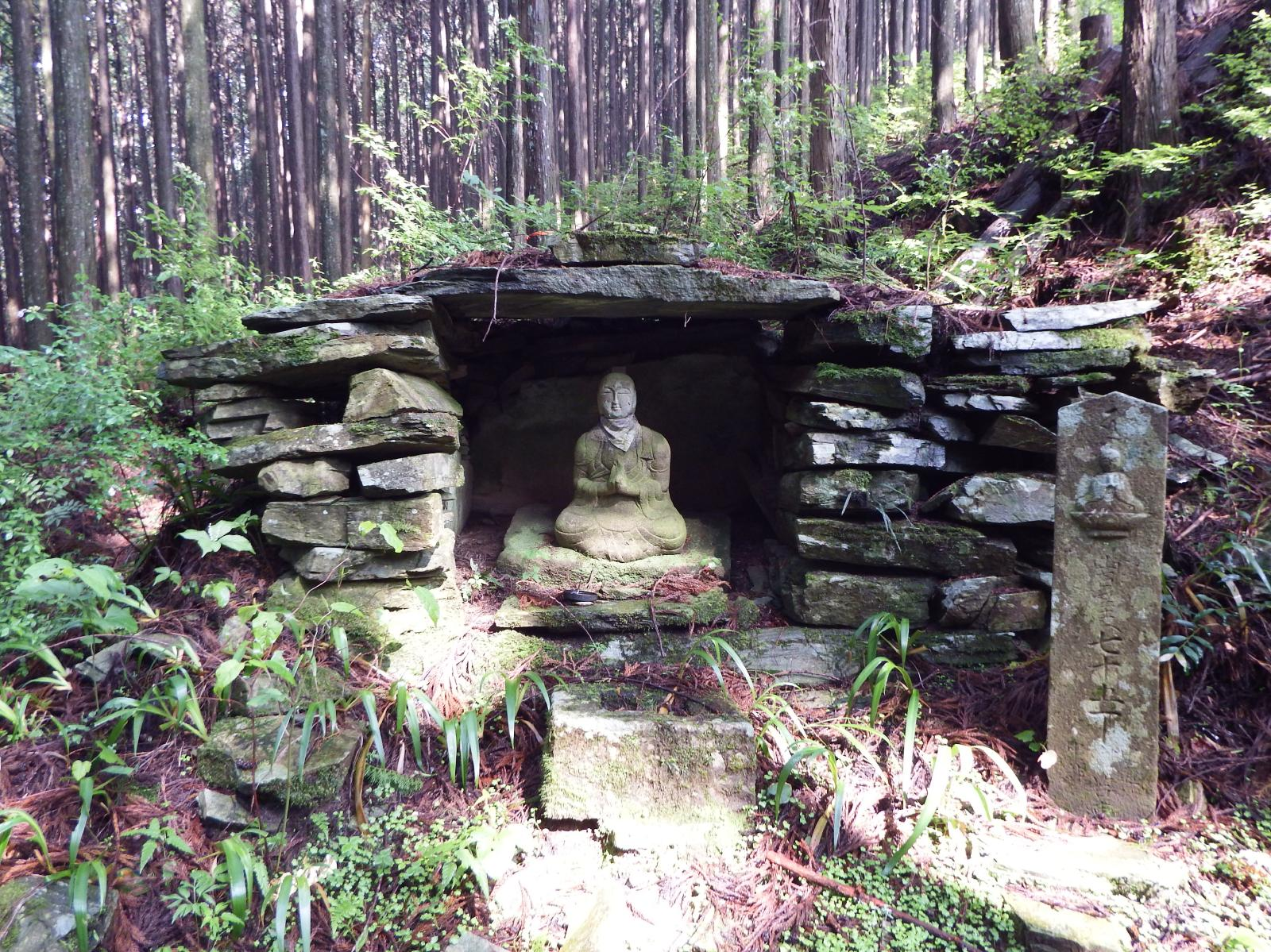
峠御堂（とうのみどう）

- 伊予遍路道 大寶寺道：明石寺から当寺に至る約61.9 kmの遍路道のうちの最後にあたる山門前の勅使橋から当寺納経所までの約185 m。2022年11月10日指定[3]
- 伊予遍路道 大寶寺境内：2022年11月10日指定[3]。
- 伊予遍路道 岩屋寺道：当寺から岩屋寺へ向かう歩き遍路道約8.4 kmのうち古道の景観が維持されている5ケ所の合計約6.1 km。2 – 4が2021年3月26日指定[4][5][6]。1,5が2022年11月10日追加指定[3]。

1. 当寺から峠御堂までの814 m
2. 大寶寺から山越えして畑野川に出る約628 m（峠御堂から県道12号峠御堂トンネル東口脇まで）
3. 畑野川の丘陵地の約1,624 m（ふるさと村入口の700 m先から右へ遍路道に入り無舗装車道に出るまで）
4. 岩屋寺近くの約2,029 m（3.の終点から左へ約400 m林道歩きをした地点からで途中に古岩屋浄水場がありその先の分岐から右へ遍路道に入りつづら折りの八丁坂を上り詰めると八丁坂の茶店跡がありその分岐を東進し標高785.5 m三角点付近まで)
5. 十二丁石から岩屋寺仁王門までの990 m。

県指定有形文化財
- 三十三燈台：鉄製の燈明台。昭和39年3月27日指定[7]。

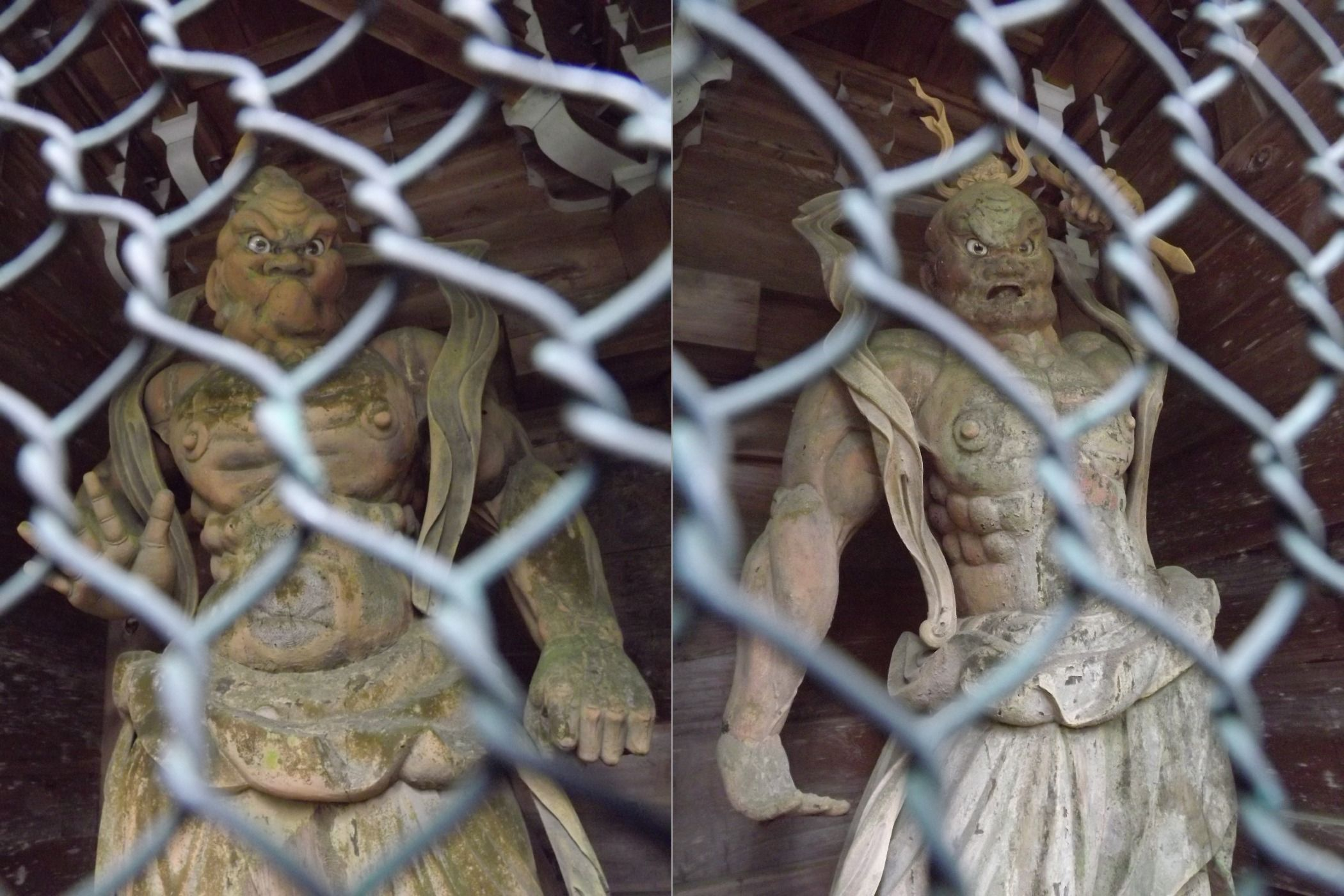
金剛力士像

県指定名勝
- 菅生山：昭和43年3月8日指定[8]。

久万高原町指定有形文化財
- 金剛力士像：平成7年8月9日指定[9]。

阿吽一対それぞれ総檜造りで総高は約3 m。室町時代の享徳4年（1455年）越前国（今の福井県）の法眼某（名は不明）という仏師を招いて造らせたと伝えられている。明治7年（1874年）の火災で仁王門は焼亡したが金剛力士像は焼失を免れた。昭和27年（1952年）に京都で修復を行い再び仁王門に据えられた。
- 三十番神像：昭和39年1月15日指定[9]。

- 芭蕉塚：平成3年5月10日指定[9]。
- 掘り出し観音：平成3年5月10日指定[9]。

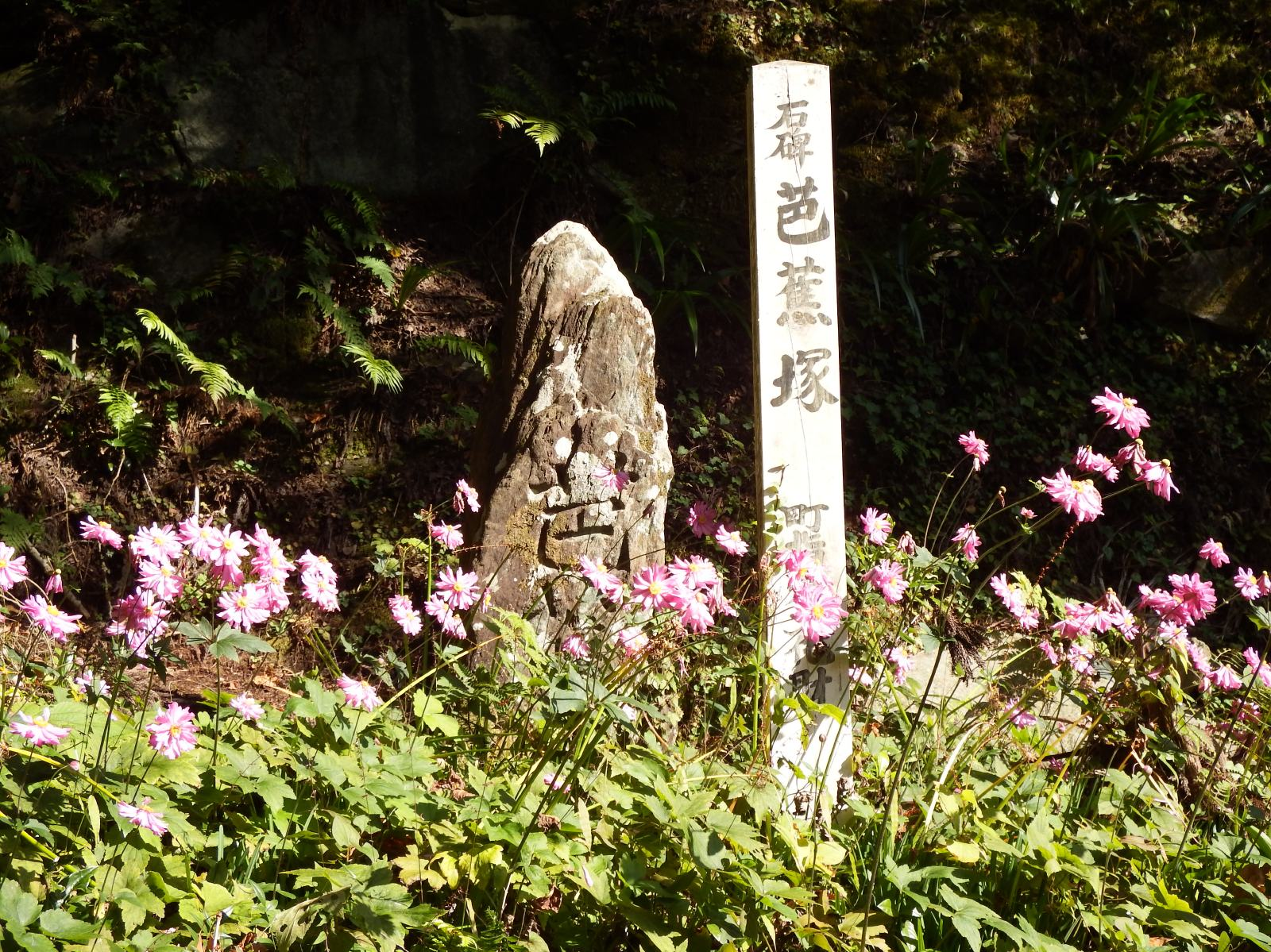
芭蕉塚

- 宝篋印塔：仁王門の左奥にある、平成3年5月10日指定[9]。

久万高原町指定天然記念物
- ヒノキ[9]
- 大杉[9]
- カエデの群生[9]

## 交通案内
鉄道
- 四国旅客鉄道（JR四国） 予讃線 – 松山駅

バス
- ジェイアール四国バス 久万高原線 「松山駅」 - 「久万中学校前」下車 (1.2 km)

道路
- 一般道：国道33号 久万高原 (1.2 km)

## 周辺の番外霊場と関連仏堂

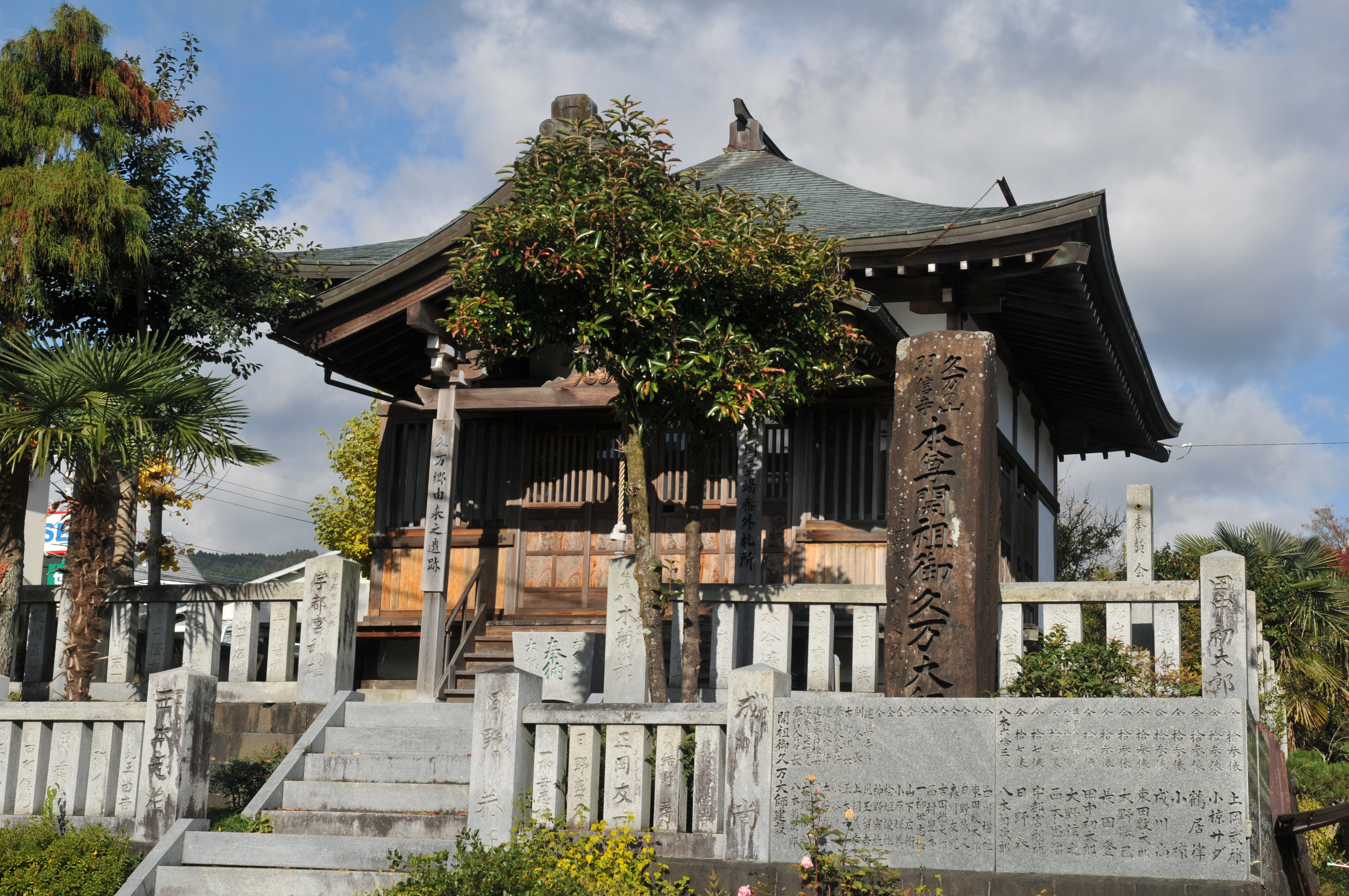
於久万大師堂

於久万大師堂（おくまだいしどう）
番外霊場で大寶寺の境外仏堂であり、本尊は弘法大師。伝承によれば、平安時代初期、空海がこの地を巡錫中、山中を歩いて疲れたため休もうと一軒の民家を訪ねた。その家には”くま”という名の老女（娘であるともいわれる）が住んでおり、空海を手厚くもてなした。さらに織っていた布を切り取り、空海の汗を拭うために差し出した。感銘を受けた空海は「何か願いはないか」と問うと、”くま”は「ここは山の中ゆえ何もありません。この地が後の世まで栄えるようになるのが望みです。」と答えた。これ以後、この地は栄えるようになり、地名は老女の名から”久万（くま）”と呼ばれるようになったという。”くま”は地元で崇敬され、後世、ここに大師堂が築かれた。
- 所在地：愛媛県上浮穴郡久万高原町久万560-4 （於久万大師堂）

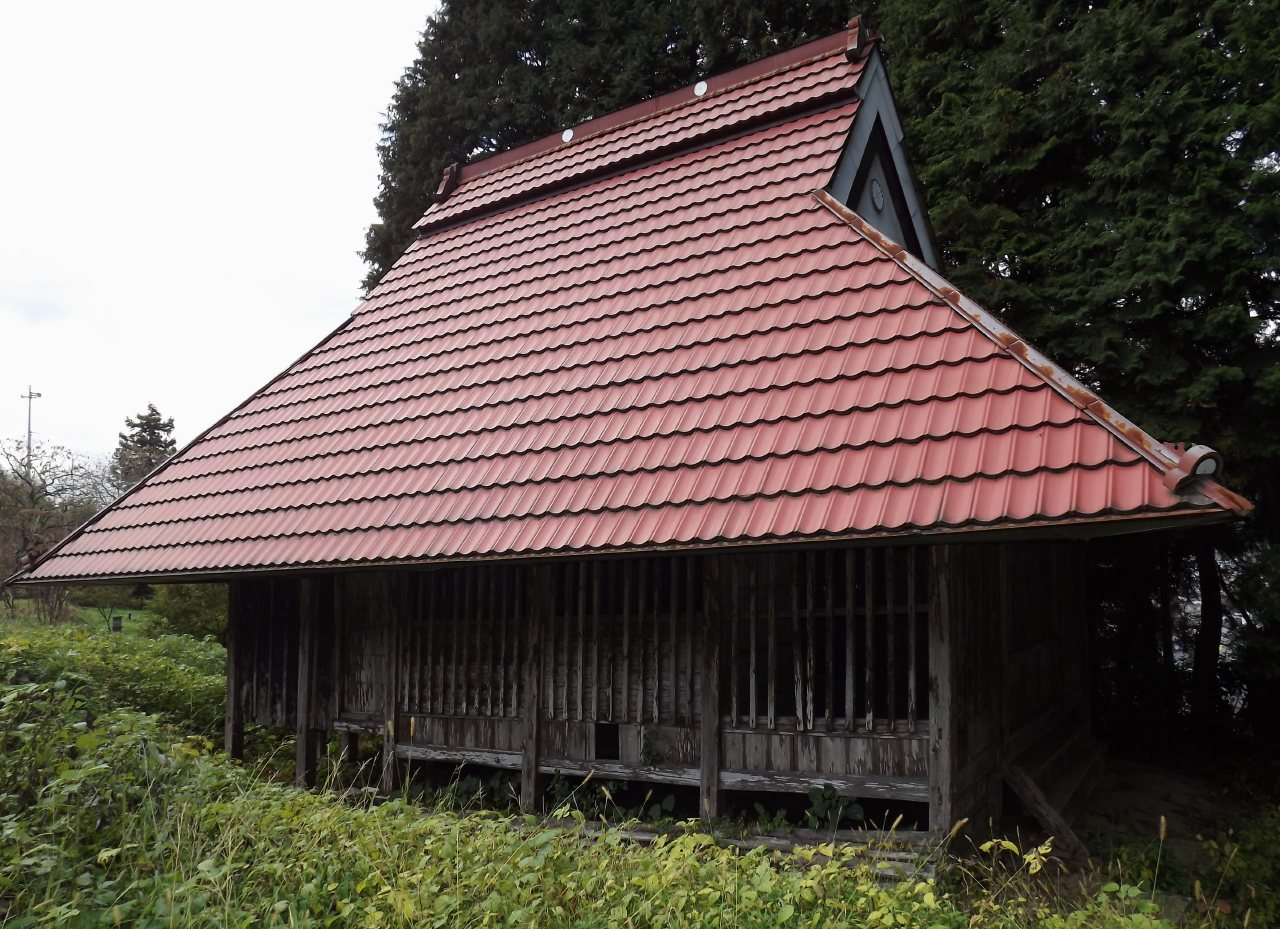
陵権現

陵権現堂（みささぎごんげんどう）
当寺の参道脇の丘に立ち、後白河法皇の妹宮の遺体を祀る。脳、頭の病に霊験がある。建物は朽ちかけていて宝篋印塔と全ての宝物は大寶寺に移されている。
- 所在地：愛媛県上浮穴郡久万高原町菅生2-863-3 （陵権現堂 ）

久万新四国高野山大師堂
元禄時代に山之内仰西（やまのうちこうさい）が、水田に水を引くため岩山を刳り抜き用水路（仰西渠、長さ57 m・幅2.2 m・深さ1.5 m、愛媛県史跡に昭和25年10月10日指定）を造った。その顕彰のために開かれた堂と云われている。
- 所在地：愛媛県上浮穴郡久万高原町西明神 （久万新四国高野山大師堂）

鴇田峠（ひわだとうげ）
空海が巡錫中に雨が降り続いたが、この峠あたりでやっと天候が良くなり「よい日和だ」と云ったことから。
- 所在地：愛媛県上浮穴郡久万高原町久万 （鴇田峠）

だんじり岩
上記の峠の西側で、空海があまりの空腹を感じ自身の修行の足りなさを腹立って、じだんだ（だんじり）を踏んだとの霊跡。
- 所在地：愛媛県上浮穴郡久万高原町二名 （だんじり岩）

## 前後の札所
四国八十八箇所
43 明石寺 --(67.2 km)-- 44 大寶寺 --(8.4 km)-- 45 岩屋寺